# Mark Krein
Pour les articles homonymes, voir Krein.
Mark Grigorievich Krein (ukrainien : Марко Григорович Крейн, 3 avril 1907 à Kiev - 17 octobre 1989 à Odessa) est un mathématicien ukrainien et une des figures majeures de l'École soviétique de mathématiques. Il est connu pour son développement des méthodes d'analyse fonctionnelle, en particulier dans la théorie des opérateurs, en relation avec des problèmes concrets de physique mathématique, comme les équations différentielles et les modes normaux.
Il quitta le domicile familial à 17 ans pour Odessa. Il eut une carrière difficile, échouant à obtenir son premier diplôme, et fut constamment soumis à des discriminations anti-sémites. Malgré tout, il laisse une grande quantité de travaux, souvent devenus des classiques, par exemple dans le problème des moments. Il a reçu le prix Wolf en 1982 (avec Hassler Whitney).